# Comando Revolucionário Brasileiro da Criminalidade
O Comando Revolucionário Brasileiro da Criminalidade (CRBC ou CRB
) é uma organização criminosa paulista que age principalmente entre os presos de Guarulhos.
Foi criado em 1999, como principal rival do Primeiro Comando da Capital (PCC).
Sua filosofia criminosa é semelhante a do seu opositor, mas sua estrutura é bem menor que a do rival. Dentre as ações mais conhecidas, o resgate no ano de 2002 de dois presos feitos por um helicóptero na José Parada Neto a "P1", um deles era o assaltante de banco e sequestrador Dionísio de
Aquino Severo (um dos líderes do CRBC), e o assassinato de sete detentos de oposição em uma rebelião  no mesmo ano, e na mesma penitenciaria, as demais são "secretas". No estatuto, no entanto, há uma lista de nove presídios do Estado chamados de "campo favorável", ou seja, locais dominados pela facção. Entre eles, o CDP 1 de Guarulhos, a penitenciária 1 de Andradina, a 1 de Venceslau e o CDP 3 de Pinheiros.